# Lukiškės

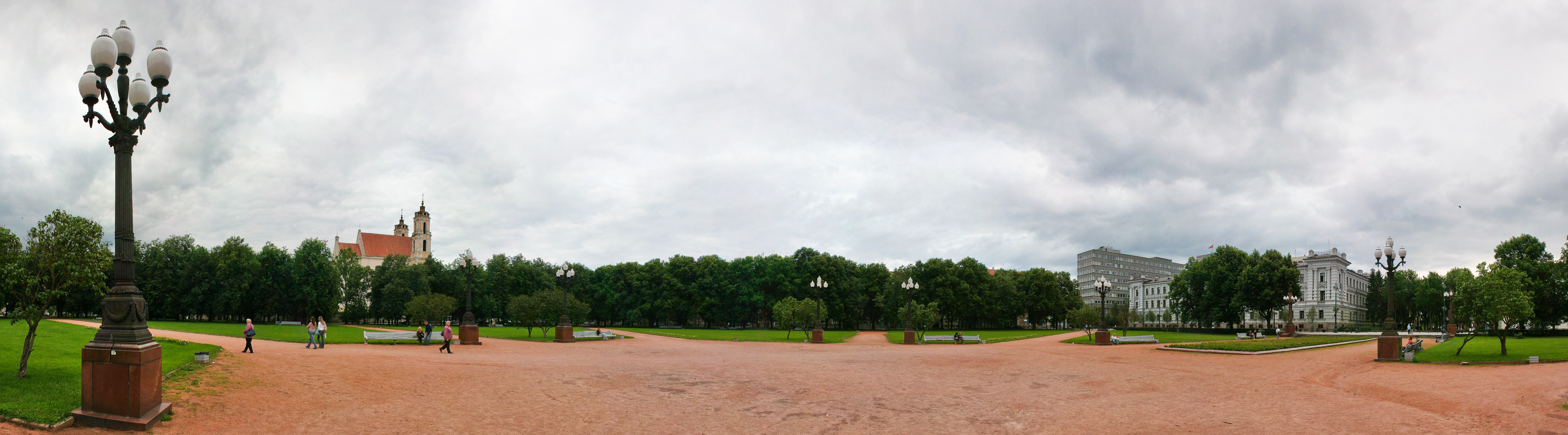
Platz Lukiškės

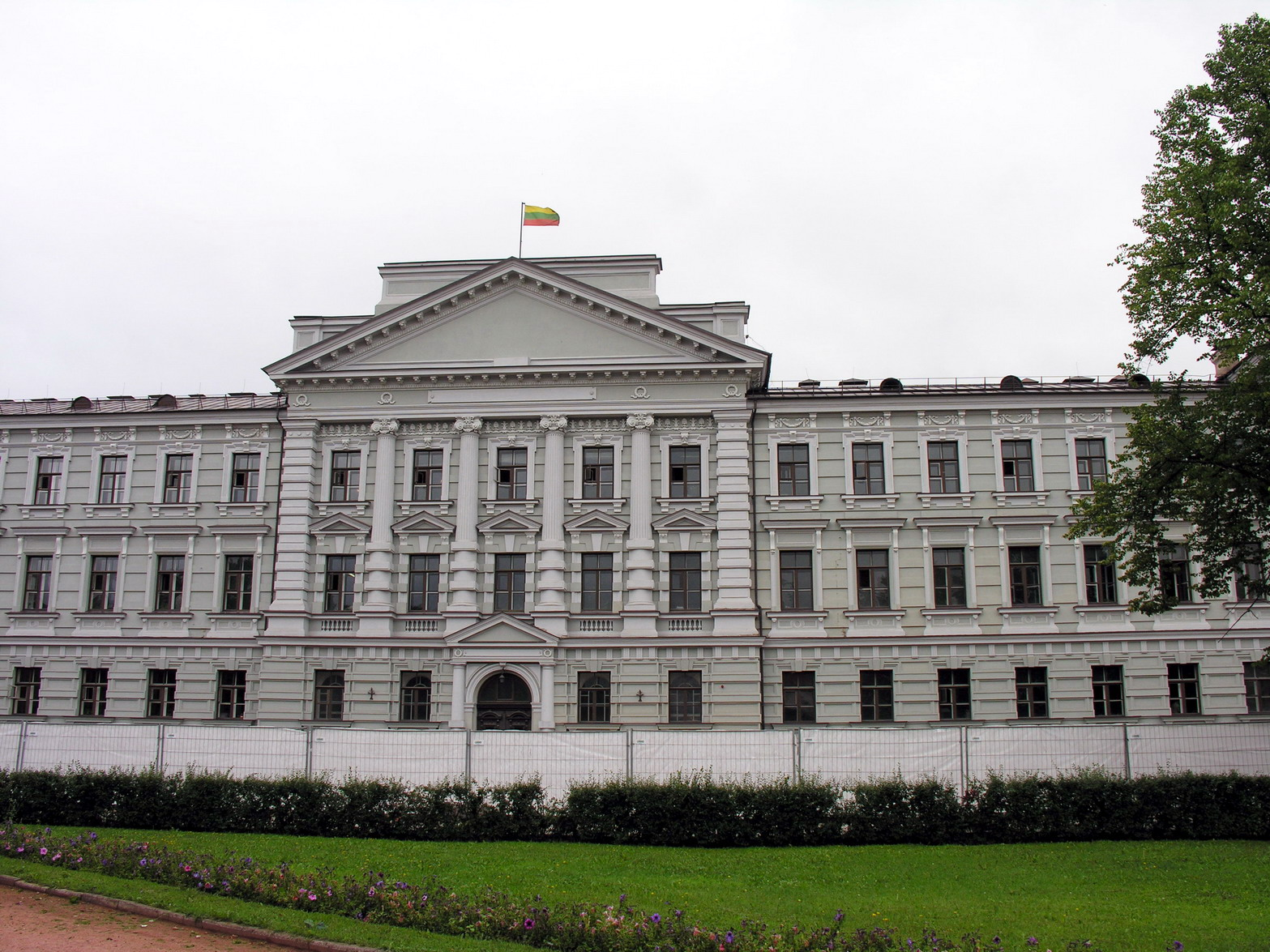
Bezirksgericht Vilnius (in demselben Gebäude wie Lietuvos apeliacinis teismas), Gedimino prospektas

Lukiškės (genannt nach Tataren Lukas Petravičius) ist ein Stadtteil von Vilnius, der litauischen Hauptstadt. Hier befinden sich der Lukiškės-Platz, verlaufen die Straßen Gedimino prospektas, Juozo Tumo-Vaižganto und andere. Hier befinden sich einige Behörden und Organisationen (Ministerium für auswärtige Angelegenheiten (Litauen),    Lukiškės-Gefängnis, das Bezirksgericht Vilnius, die    Musik- und Theaterakademie Litauens, der Rechnungshof Valstybės kontrolė) und Sakralgebäude (St. Apostel-Jakob- und Philip-Kirche Vilnius, orthodoxe St.-Mikolaj-Kirche Vilnius, gebaut 1905).